# 78式雪上車

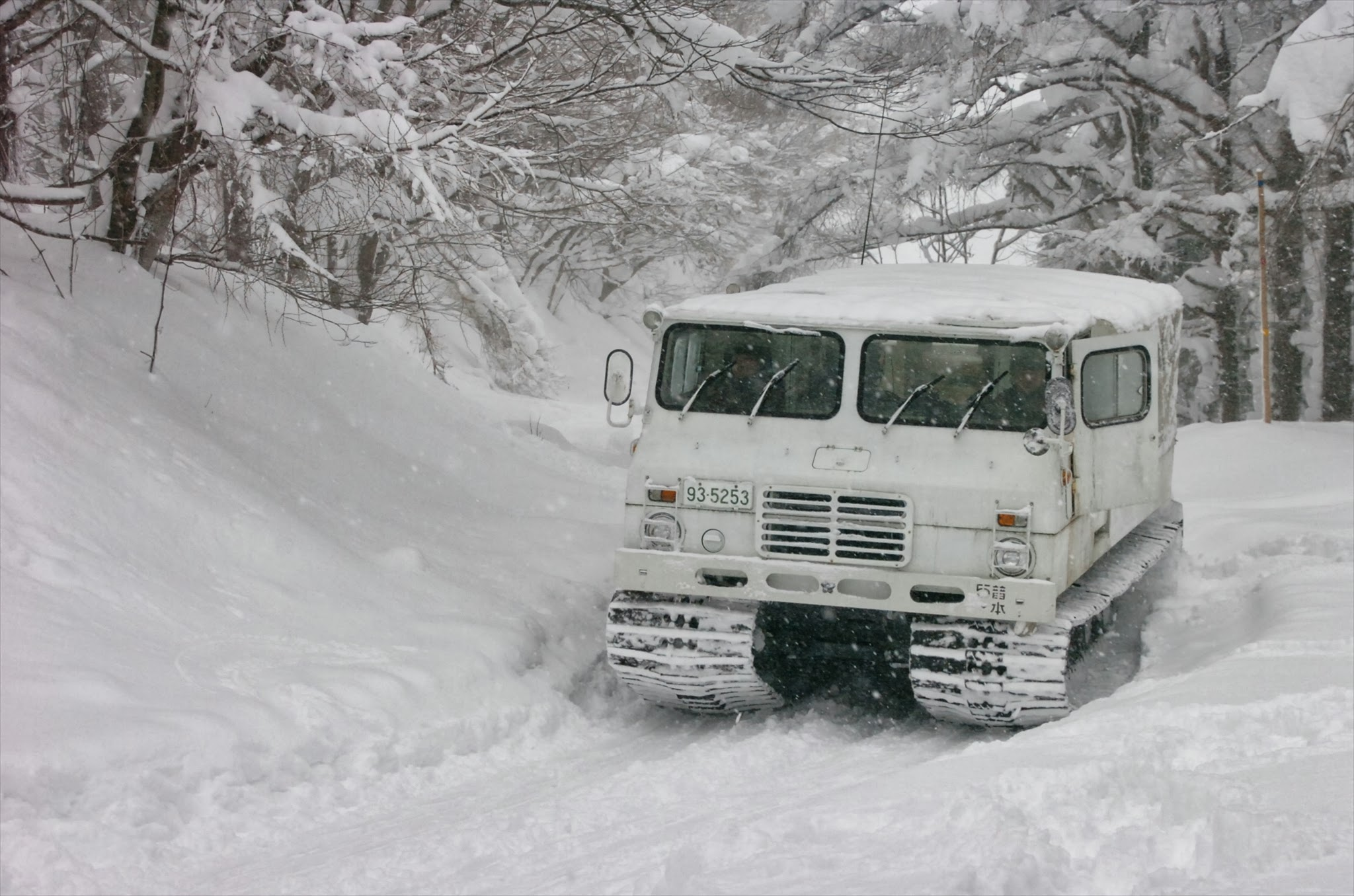
八甲田演習での雪上走行
（第5普通科連隊）

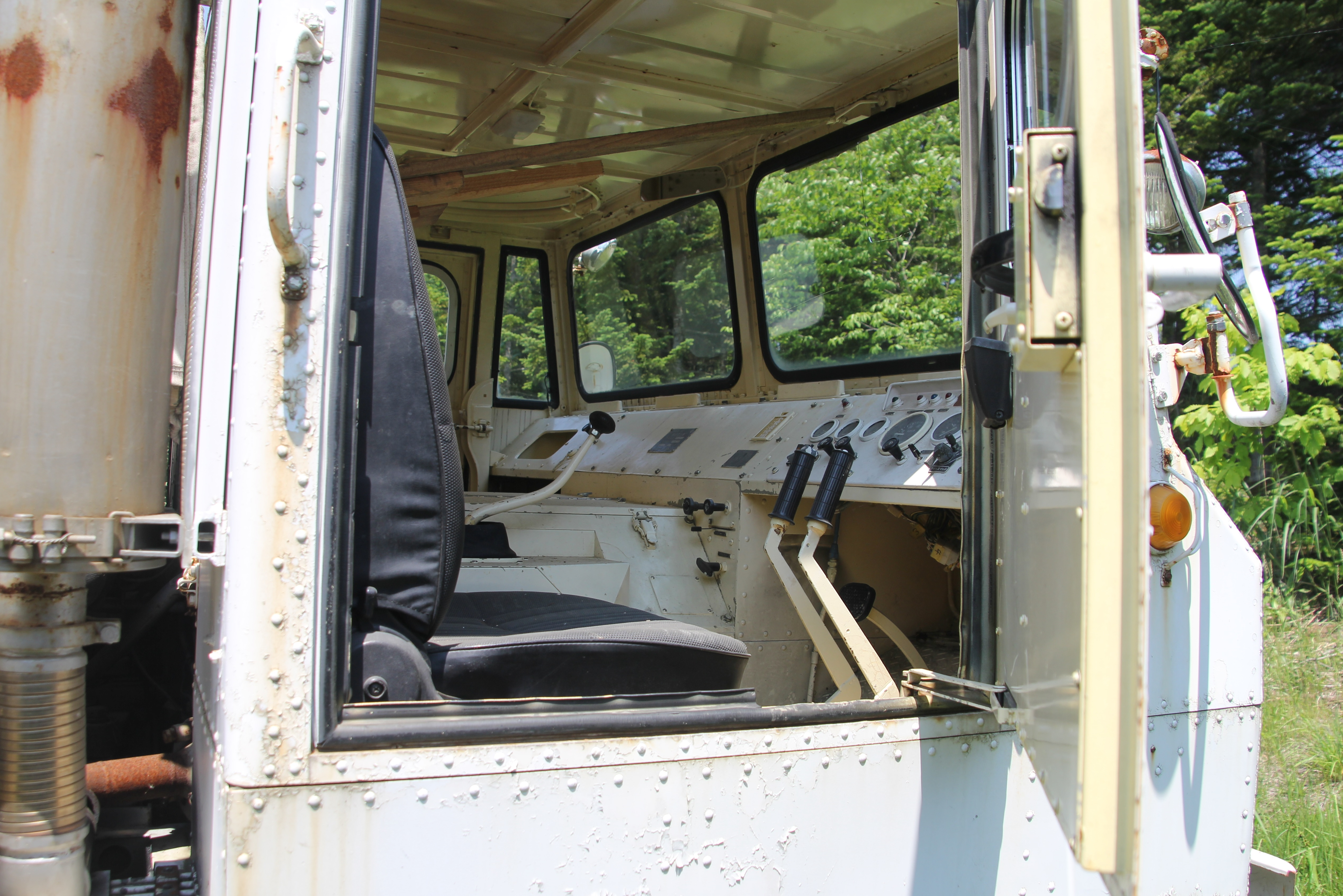
大原鉄工所製造の78式雪上車の操縦席で、納入当初の初期型の特徴である73式大型トラックと同型のシフトレバーの形状。また、初期型の特徴である制動のためのブレーキペダルが無い。写真にあるペダルはクラッチペダル

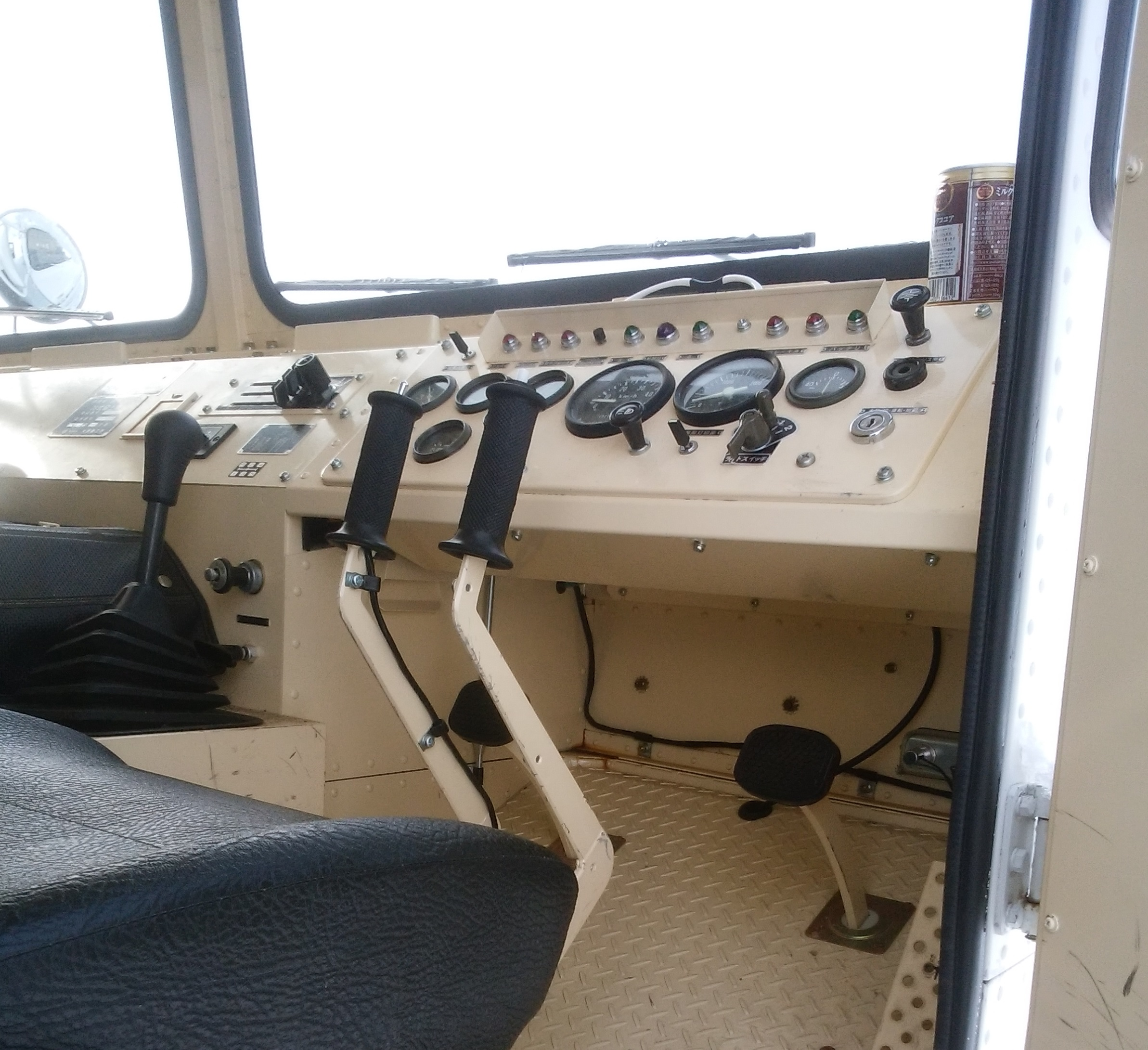
大原鉄工所製造の78式雪上車（B型）の運転席で初期型と違いシフトレバーは民生品を活用

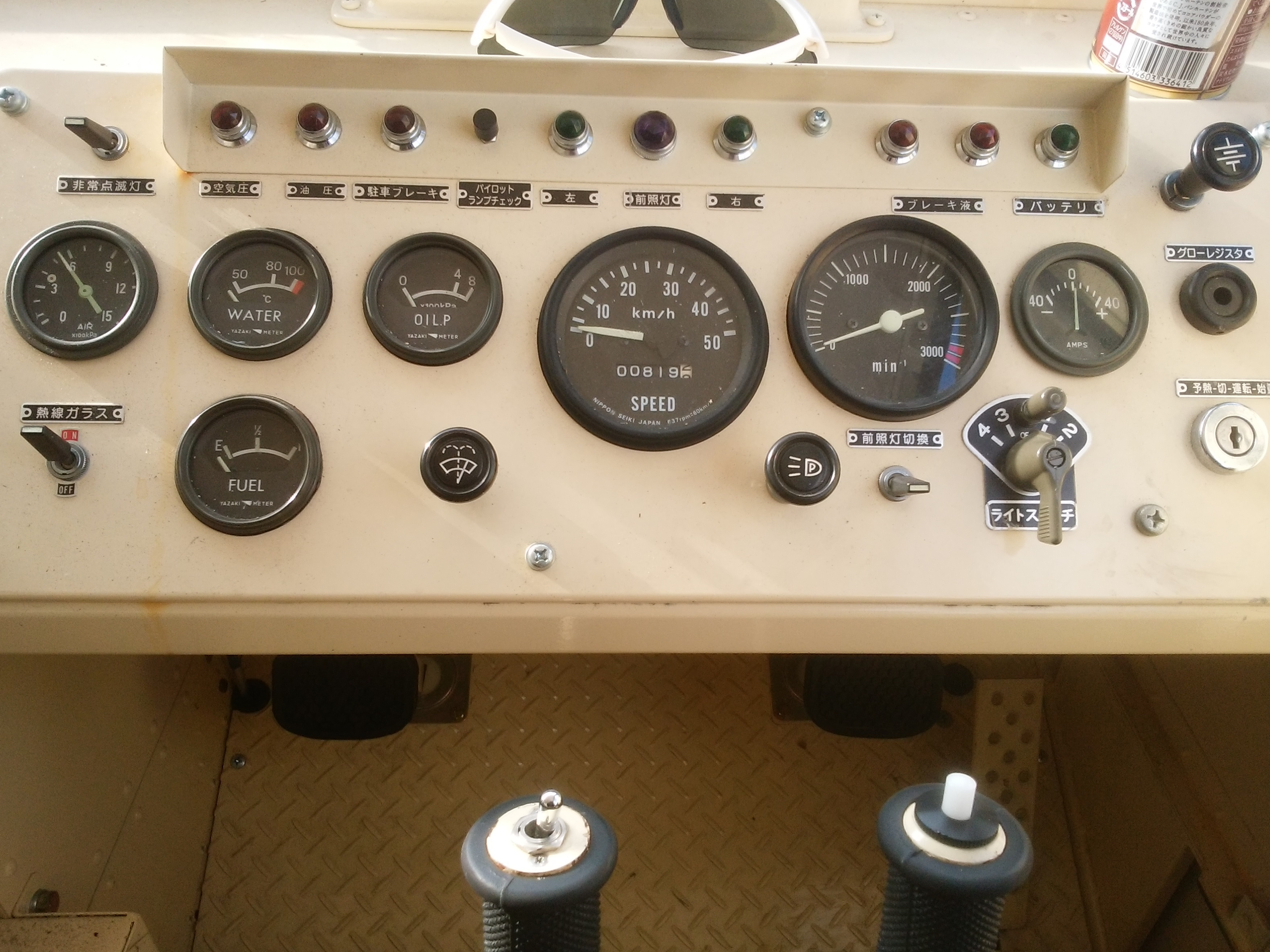
78式雪上車（B型）の計器類

78式雪上車（ななはちしきせつじょうしゃ）は、陸上自衛隊の主に普通科部隊が、雪上における物資・機材のけん引や人員の輸送・哨戒に使用する雪上車。主に北海道の部隊（普通科以外の部隊も含む）、上越市の第2普通科連隊、米子市の第8普通科連隊など日本海側の豪雪地帯に配備されており、また、軽雪上車と同じ場所に配備される事が多い。1978年（昭和53年）に制式採用され、1996年（平成8年）に78式雪上車(B)型の配備が開始された。
隊員間の通称は「大雪（だいせつ）」と呼称される。操縦には大型免許及び大型特殊免許の取得が求められる。

## 特徴
この車両の最大の特徴は履帯である。通常の鉄ではなく、強化樹脂製（一部金属製）の履帯及び接地面にスパイクを埋め込んだゴムを使用している。また、転輪も鉄ではなくゴムタイヤを使用している。これらは78式雪上車を製作している大原鉄工所の独自の技術である。
大原鉄工所は新潟県長岡市に本社を構える老舗の企業で、南極観測隊の雪上車を製作したことでも知られる。厚い手袋を装着していても作業をし易いようあらゆる箇所に工夫がなされていたり、整備無しで1年間放置しても夏の暑さで劣化することは無く、また、翌年の冬にはそのまま使えてしまうというタフさも特徴である。
普段は荷台に幌を装着しているが、幌を取り払って荷台に銃架を置き、79式対舟艇対戦車誘導弾や12.7mm重機関銃M2などの部隊火器などを搭載する事も可能である。
60式3トン雪上車及び61式大型雪上車の後継に位置付けられる。1972年より技術研究本部も関与して開発が行われた。1978年の制式化以降、継続して調達が行われており、生産数は500両以上。平成15年度には18両、平成16年度には19両、平成17年度には15両が納入されている。なお、10式雪上車の納入開始に伴い22年度末をもって新規調達は終了している。
初期型運転席はいすゞの73式大型トラック部品などを流用した内部設計が採られており、改良型においては民生品の流用も行われている。
納入当初の車両の操舵は操舵レバーによる制動で左右の旋回を行うように設計がされており、またこの方式の為に制動の為のブレーキペダルが設置されておらず、制動時は２本の操舵レバーを同時に手前に引く事で制動をかけていた。B型に改良されてからは旋回方式が制動からクラッチの接続と解放する事による左右それぞれ動力の伝達を変えるように設計が変更された事から、ブレーキペダルが設置されている。

## 登場作品
小説
『富士山噴火』
高嶋哲夫の小説。富士山噴火により麓の御殿場市などに火山灰が降灰し、車両通行が困難となったことを受け、東北と北海道に配備されていた30台が北富士演習場に空輸され、避難民移送などに使用される。作中では前述した通称の「大雪（だいせつ）」の名称でも呼ばれている。